# Thermodesulfobiaceae
Thermodesulfobiaceae son una pequeña familia de bacterias moderadamente termófilas. Son bacilos anaerobios no formadores de esporas, cuya tinción es Gram negativa, pero su estructura celular monodérmica es Gram positiva.
El análisis filogenético del ARNr 16S coloca a la familia Thermodesulfobiaceae alejada de las demás bacterias, y el análisis de genes relacionados con la sulfito reductasa sugiere que tampoco se relacionan con otras bacterias reductoras del sulfato.
Inicialmente comprendía 2 géneros: Thermodesulfobium, bacterias reductoras de sulfato que habitan en aguas termales; y Coprothermobacter, bacterias encontradas en el estiércol, fermentadoras y proteolíticas. Actualmente la familia Thermodesulfobiaceae fue objeto de reclasificación, y en el 2018 todo el género Coprothermobacter ha sido transferido a una nueva familia, denominada Coprothermobacteraceae, perteneciente al nuevo filo Coprothermobacterota, completamente separado del filo Firmicutes.